# Elephant White
Elephant White è un film d'azione del 2011, diretto da Prachya Pinkaew e tra gli altri interpretato da Djimon Hounsou e Kevin Bacon, il film è stato distribuito nelle sale cinematografiche statunitensi a partire dal 30 novembre 2011 e dallo stesso giorno è disponibile su internet Elephant White (DVD), acquistabile direttamente on-line su IBS. Sono inoltre disponibili altri DVD in versione speciale del film.

## Trama
Curtie Church è un killer professionista di altissimo profilo. In Thailandia si trova ad essere pagato per decimare una gang criminale che opera nella prostituzione minorile, ad ingaggiarlo un padre disperato per una figlia finita tra le mani della gang in questione, drogata e costretta a prostituirsi. Church con l'aiuto di Jimmy l'inglese, un intrallazzatore locale che commercia in armi e informazioni, si armerà di tutto punto e comincerà a seminar cadaveri tra le file della gang proprio mentre ai vertici della stessa è in corso un cambio di leadership, con il vecchio boss indeciso se passare il comando dell'organizzazione al figlio ben poco affidabile o al più fidato braccio destro e consigliere. Mentre è impegnato in una delle sue incursioni con tanto di fucile di precisione Church incontra Mae una graziosa ragazzina di quattordici anni che diventerà per lui una sorta di coscienza, gli starà vicino nei momenti più difficili e gli mostrerà che esiste una strada per la redenzione anche per chi come lui toglie la vita per mestiere.

## Produzione
Il film è stato realizzato dalla Millennium Films e Swingin' Productions.